# Reinosa (stacja kolejowa)
Reinosa (hiszp. Estación de Reinosa) – stacja kolejowa w miejscowości Reinosa, we wspólnocie autonomicznej Kantabria, w Hiszpanii.
Oferuje usługi na długie i średnie dystanse. Jest również stacją na linii C-1 Cercanías Santander prowadzonym przez Renfe.

## Położenie stacji
Znajduje się na szerokotorowej linii Palencia – Santander w km 426,4 km, na wysokości 851 m n.p.m., pomiędzy stacjami Mataporquera i Río Ebro.

## Historia
Stacja została otwarta dla ruchu 25 kiwetnia 1857 razem z odcinkiem linii Alar-Reinosar, która połączyła Alar del Rey z Santander. Jej budowa została przeprowadzona przez Compañía del Ferrocarril de Isabel II, która w 1871 został przemianowana na Nueva Compañía del Ferrocarril de Alar a Santanderr. Podczas budowy linii, jednocześnie trwała budowa odcinków na południu w kierunku do Madrytu i na północy w stronę granicy francuskiej. w 1874 stacja stała się częścią Compañía de los Caminos de Hierro del Norte de España. Stan te utrzymywał się aż do 1941 roku, kiedy miała miejsce nacjonalizacja kolei w Hiszpanii i utworzono RENFE.
Od 31 grudnia 2004 infrastrukturą kolejową zarządza Adif.

## Stacja
Znajduje się w południowej części miasta, choć bardzo blisko centrum, obok dworca autobusowego Reinosa. Ma duży budynek dworcowy. Składa się z siedmiu torów, z czego dwa leżą przy peronach, które są częściowo zadaszone metalową wiatą. Stacja wyposażona jest w toalety, punkt informacyjny i kasy biletowe, otwarte w godzinach kursowania pociągów.

## Linie kolejowe
- Palencia – Santander